# Забастовка шахтёров в Ваихи
Забастовка шахтёров в Ваихи — стачка, произошедшая в 1912 году в новозеландском городе Ваихи. Считается самой значительной забастовкой в истории Новой Зеландии. В ходе забастовки был убит Фред Эванс, один из стачечников, член профсоюза.
В мае 1912 рабочие Ваихи организовали стачку, поскольку золотодобывающая компания Waihi Goldmining. Изначально местная полиция относилась достаточно сдержано к стачечникам, однако такое поведение не устраивало комиссара Джона Каллена, который выслал в Ваихи подкрепление. В итоге в Ваихи было отправлено 80 полицейских, т. е. около 10% всех полицейских Новой Зеландии. Рабочие вожди были арестованы, включая Фреда Эванса. Руководство Федерации труда Новой Зеландии потеряло контроль над стачкой, поскольку руководить забастовкой принялась американская профсоюзная организация "Индустриальные рабочие мира", которые были более последовательными в борьбе с местным капиталом.
В октябре 1912 года компания возобновила добычу, используя предателей-штрейкбрехеров. Стачечники бросали камни предателей, осыпали их оскорблениями. Обострение классовой борьбы в Ваихи произошло 12 ноября 1912 года ("чёрный четверг"). Толпа штрекбрехеров стала штурмовать здание местного тред-юниона. Стачечники и предатели были вооружены. В итоге был тяжело ранен Фред Эванс и констебль Джеральд Уейд. На следующий день Фред Эванс скончался. вскоре полиция и штрейкбрехеры развернули настоящую охоту на рабочих, поэтому многие шахтёры вынуждены были уехать из Ваихи.

## Организованность рабочего класса в Ваихи
В середине 1890-х гг. появилось "Объединение шахтёров и рабочих Ваихи". Позже этот тред-юнион был официально переименован в "Объедение рабочих Ваихи". До 1902 года этот профсоюз был отделением профсоюза шахтёров Темса. 2 октября 1902 состоялось первое собрание членов профсоюза Ваихи.

## Ход стачки

### Начало стачки
Комитет шахтёров, настроенных против произвола буржуазии, разбирал вопросы целый день в воскресенье 12 мая 1912 года. В конце концов комитет рабочих решил созвать массовое собрание, которое должен был состояться 13 мая. Шахтёры, как и полагается, получили уведомление о собрании, хотя никаких инструкций по прекращению работы они не получили. На митинг пришло более 700 шахтёров. На собрании практически все шахтёры, исключая двоих противников, приняли решение прекратить работу. Рабочие требовали, чтобы новый профсоюз машинистов был распущен. требования были опубликованы на следующий день в 8 часов утра. Сразу же после этого разным сменам были разосланы пикеты, уведомляющие остсутвовавших, что профсоюз принял решение об объявлении забастовки.

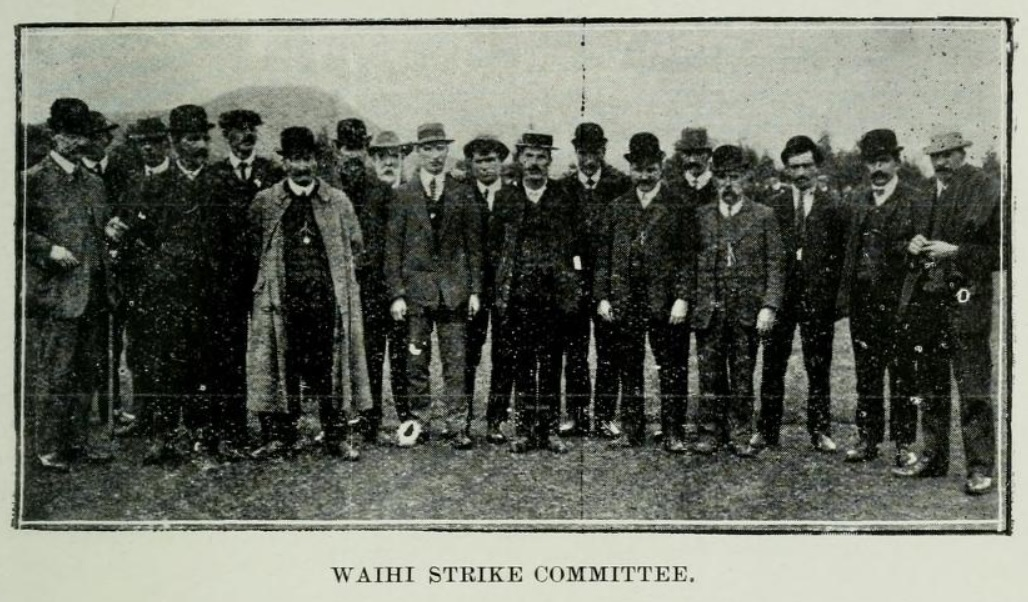
Стачечный комитет Ваихи

Компании ответили тем, что приказали рабочим забрать свои орудия труда из шахт. Буржуазия намеревалась признать профсоюз штрейкбрехеров, тем самым попирая собственные же правила.

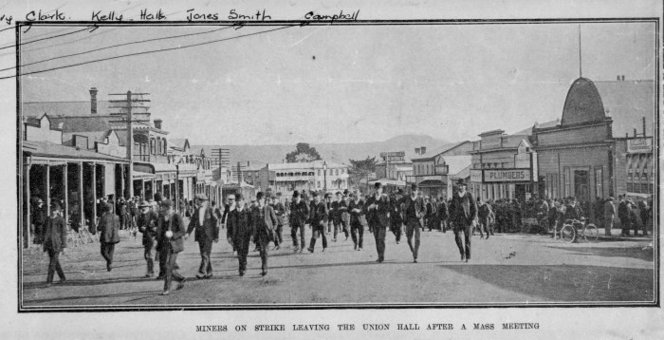
Стачечники покидают здание профсоюза после массового собрания

14 мая состоялся ещё одно массовое собрание, когда были получены сообщения от делегатов, которые предъявили требования эксплуататорам народа. На собрании было аннулировано жалование председателя, а жалование секретаря было сокращено до одного шиллинга в неделю. В тот же день состоялось собрание в Уайкино. Рабочие этого отделения профсоюза Ваихи приняли решение поддержать начавшуюся стачку.
Во вторник состоялась конференция между капиталистами и руководством Федерации труда. На этой конференции обсуждались проблемы, возникшие в Рифтоне и в Ваихи. капиталисты настаивали на том, чтобы представители прессы были допущены на конференцию. Что касается забастовки шахтёров в Ваихи, то капиталистические эксплуататоры заявили, что стачка их не касается. По мнению представителей капитала, конфликт возник между двумя профсоюзами. Было объявлено, что любая договорённость должна быть зарегистрирована в арбитражном суде. Конфликт между буржуазией и трудящимися не был разрешён на этой конференции.
После конференции попытки эксплутаторов укрепить позиции профсоюза предателей продолжались. На двух июльских митингах выступал некто Джозеф Фостер. Митинги были направлены против Федерации труда. Первое выступление Фостера состоялось перед журналистами из "Форвардс мувмент". Предметом выступления были стачки и локауты. На этом митинге было объявлено, что Фостер всего лишь замещает отсутствующего профессора Миллса. На этом митинге Джозефа фостера обвинили в связях с газетчиками и штрейкбрехерами. Неделю спустя Фостер пытался выступить на специальном собрании в поддержку штреейхбрекеров в местном театре. Когда членам профсоюза дали понять, что они ответить не смогут, они покинули театр.
Вышеописанные митинги были частью буржуазной кампании против стачечников.
8 июля состоялось срочное совещание членов профсоюза. На этом собрании рассматривалось уведомление о предложении Майкла Радда, позже одного из главарей штрейхбрекеров, в пользу секретного голосования по вопросу о прекращении стачки и обращении в арбитражный суд. Это ходатайство настолько разозлило прогрессивных рабочих, что Радд попросили снять с повестки дня его предложение.
Примерно в то же время в "Оклендской звезде" появилось интервью с членом Федерации труда Робертсоном. Робертсон счёл объявленную забастовку серьёзным промахом. В интервью был намёк, касающийся того, что ассоциированные профсоюзы скорее станут отдельными тред-юнионами, чем будут платить наложенные на них сборы. Подобного рода заявление можно рассматривать как призыв к отделению.

### Попытка капиталистов устроить голод среди рабочих
Во время стачки а Ваихи местная буржуазия решила держать шахт в нерабочем состоянии, чтобы голод среди рабочих заставил их вернуться к работе. Они также рассчитывали на то, что Федерация труда объявит всеобщую стачку, чтобы поддержать героев-шахтёров. Всеобщая забастовка могла быть эффективной лишь только тогда, когда она была действительно всеобщей, однако Федерация труда Новой Зеландии включала лишь пятую часть организованных рабочих этой страны. Остальные организации рабочего класса были "арбитражными", т. е. были подчинены влиянию буржуазии. Однако капиталисты терпели огромные убытки, поскольку им не удалось заморить голодом рабочих. Буржуазная пресса упрекала Федерацию труда за то, что её руководство не организовало всеобщую стачку.
Между тем в Ваихи была направлена комиссия по примирению сторон, которую возглавили господа Триггс и Холли. Изначально было непонятно, какова цель этой комисси. В свете последующих событий выяснилось, что за комиссией стояли капиталисты и консервативное правительство. Если они и представили отчёт министерству труда о посещении Ваихи, то он не был обнародован. Доподлинно известно, что они посылали сообщения буржуазным корреспондентам. Данные сообщения извращали события в пользу кучки капиталистических эксплуататоров и врагов трудового народа. Они не получали информацию от прогрессивного профсоюза шахтёров, и обвиняли этот профсоюз в сокрытии информации, касающейся настоящего положения дел.
Комиссия утверждала, что по городу бродят вооружённые шахтёры, что город пуст, так как люди продают своё недвижимое имущество за бесценок. Местная больница, по мнению продажных членов комиссии, была переполнена, и в городе возникла, по утверждению всё той же реакционной буржуазной комиссии, гуманитарная катастрофа.  Комиссия, подкупленная буржуазией, обвиняла стачечников в смерти одного ребёнка. Этот малолетний гражданин умер от дифтерии, поскольку из-за стачки возникли перебои с водоснабжением, как утверждали лжецы из комиссии. Клевета прозаседавшихся членов комиссии касалась и образования: техническая школа была закрыта для учащихся, а в средней школе упала посещаемость. Комиссия пришла к выводу, что стачечников не удастся сломить, поскольку они получают пособие от профсоюза. Рабочие восприняли это в качестве аргументу в пользу урезания стачечного пособия.

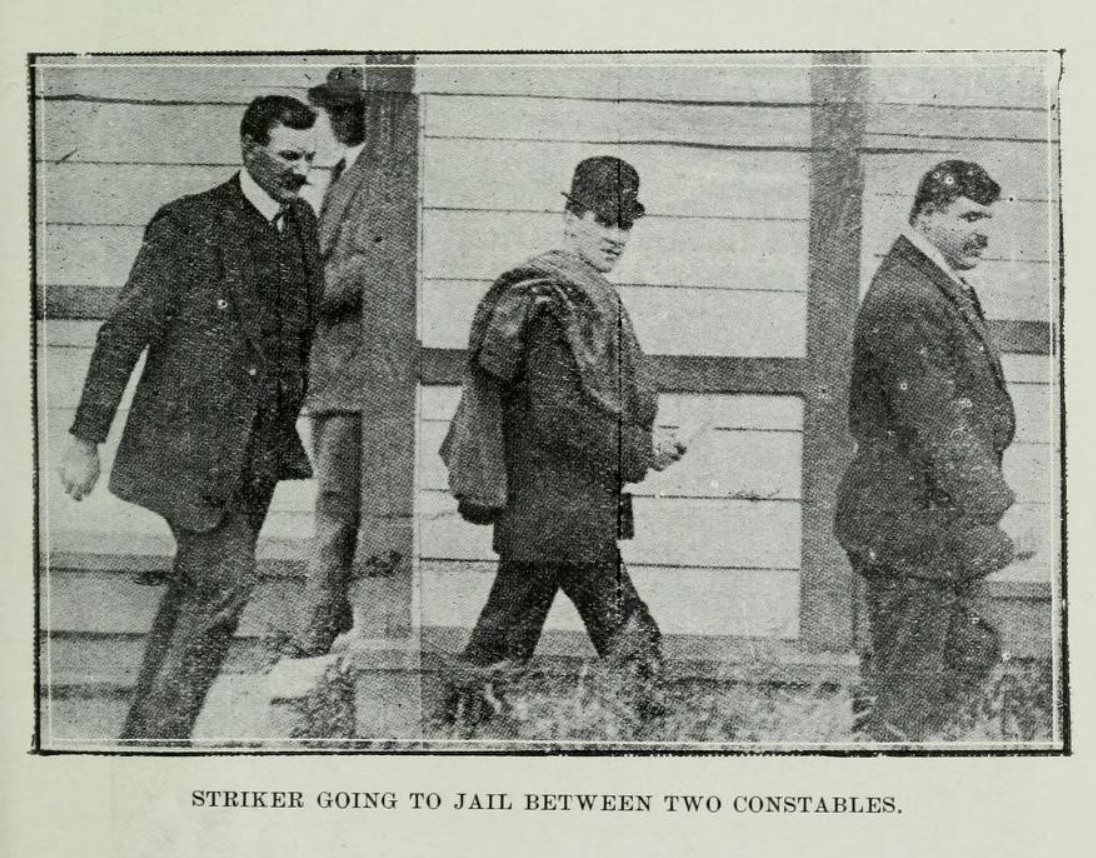
Два констебля сопровождают стачечника в тюрьму

Ответ мистера Пэрри был очень точным: Пэрри вполне обоснованно обвинял комиссию в клевете на рабочих, в выдумывании разного рода фактов. По мнению Пэрри шахтёры не воспринимали серьёзно слова Триггса и Холли. Пэрри справедливо заметил, что выдумки Триггса, касающиеся вооружённых рабочих, являются по сути своей призывом к вооружённому насилию со стороны полиции, что это своего рода вызов рабочим. Мистер Пэрри заметил, что до появления Триггса в Ваихи никаких упоминаний о вооружённых рабочих не было. На самом деле пистолеты носили штрейкбрехеры-машинисты. Поведение штрейкбрехеров было недостойным, так как они пытались спровоцировать стачечников. Пэрри считал, что стачка Ваихи была необыкновенно мирной. За одиннадцать недель с самого начала стачки не было ни одного нападения и даже угроз перед магистратом. За это время в район стачки не были посланы подкрепления к существующему контингенту полиции. Поскольку поведение стачечников можно было считать примерным, полиция бездействовала. Пэрри справедливо отметил, что инцидентов никаких не было, а все буржуазные сказки об инцидентах направлены против рабочего класса. По мнению этого человека, нельзя было избежать некоторых неудобств, однако сами стачечники со своими жёнами стойко их выносили. Пэрри заключил, что Холли по сути призывает довести рабочих до голода.

### Интернационализм австралийских рабочих
Исполнительный комитет Федерации труда Новой Зеландии подоготовил манифест, в котором говорилось, что всех членов аффилированных рабочих ассоциаций нужно обязать платить десятипроцентный сбор. Капиталистические эксплуататоры пытались помешать выплате этого сбора. Были задействованы значительные усилия, чтобы отговорить рабочих. Однако вскоре была собрана сумма в размере 10 000£. В Австралию отправилась делегация во главе с Веббом, председателем Федерации труда новой Зеландии и Хикки, редактор газеты The Maoriland Worker, чтобы получить финансовую поддержку от австралийских рабочих.
Несмотря на клевету, распространяемую буржуазными газетами, так называемыми "друзьями" трудящихся, председателя Вебба и журналиста Хикки встретили очень тепло. Делегация посетила Новый Южный Уэльс, Южную Австралию и Викторию. Вебб часто выступал перед рабочими. Его часто приглашали произносить речи рано утром, когда у трудящихся ещё не началась смена. Когда Пэрри, заместитель Вебба, был арестован, Хикки продолжал собирать деньги для стачечников. Хикки объездил всю Австралию, выступив почти в каждом крупном промышленном центре. Он вернулся в Австралия 22 декабря. Вернувшись в Веллингтон, Хикки произнёс речь в Веллингтоне. В своём выступлении он говорил, что грядёт тот день, когда профсоюзы всей Астралазии объединят свои силы..
В общей сложности австралийские и новозеландские трудящие собрали стачечную кассу в 35 000 фунтов. Данная сумма была столь значительной, что реакционная буржуазия решила сменить тактику, поскольку уморить голодом рабочих ей не удалось.

### Массовые аресты
Несмотря на то что, рабочие бастовали мирно, в Ваихи и Ваикино был направлен отряд полицейских. Многие жандармы добрались до Ваихи верхом. Прибытие полицейских было обусловлено петицией в адрес министра юстиции Хердмана, которую подписали тридцать человек из Ваихи. В петиции говорилось, что просители опасаются грабежей и разбоя. Очевидно, что составили петицию штрейкбрехеры и откровенно буржуазные контрреволюционные элементы, поскольку рабочие не нарушали порядка, поскольку сам Хердман, когда парламент спросил его о подробностях, не выдал просителей.
Полиция явно провоцировала рабочих на вооружённое столкновение, поскольку известен случай, когда жандармы преградили путь пикетирующим, осыпая их нецензурной бранью, угрожая физической расправой. Первым, кто столкнулся лицом к лицу с разгулом полицейщины, был Пэрри, председатель местного профсоюза. Поскольку профсоюз разработал свою собственную тактику ведения забастовочной кампании, Пэрри и его сподвижники успешно агитировали штрейкбрехеров. Полиция была возмущена успехов агитаторов, поэтому было возбуждено несколько уголовных дел.
11 сентября 1912 года состоялось судебное заседание, на котором судили семнадцать рабочих. Со стороны обвинения выступал Селвин Мэйс, тогда как рабочих представлял Клендон. Рабочие обвинялись в преследовании одного из штрейкбрехеров. Когда адвокат спросил констебля Уильямсона, по какой причине призваны к ответу стачечники, он ответил, что они вызваны "по причинам частного характера". Тогда адвокат попросил пояснить, что имеется в виду, но получил отказ, поддержанный продажным судьёй. В тоге констебль никаких более-менее внятных показаний против рабочих не дал. Констебль Джексон сказал правду: по его словам, рабочие не нарушали порядок. Судья приговорил стачечников к 12 месяцам тюрьмы, поскольку они довели штрейкбрехера до "нервного истощения". Вслед за рядовыми стачечниками были арестованы председатель профсоюза Пэрри, его заместитель Макленнон, видные профессионалисты Мелроуз и Опи. Профессионалисты, члены Социалистической партии организовали массовые демонстрации в поддержку заключённых. После демонстрация было арестовано ещё 32 человека, поэтому общее число заключённых составило 62 человека.
Условия содержания заключенных были весьма тяжёлыми: несправедливо осужденным полагалось лишь четыре часа прогулки. Пища осужденных была весьма скудной:завтрак состоял из 12 унций сухарей и кружки чая; обед состоял из 6 унций мяса, которое взвешивали до приготовления, 6 унций овощей и суп из неизвестной субстанции. В тюрьме Манут Иден осужденные также содержались с нарушением санитарных условий.
Из всех заключённых только двое отбывали срок до 12 ноября 1912 года. После 12 ноября 1912 года, когда контрреволюционные банды жандармов устроили открытый террор против рабочих, профессионалистам стало понятно, что без Пэрри Веббу и Сэмплу, руководителям стачки, будет тяжело принимать ключевые решения, поэтому было принято решение договориться об освобождении заключённых под залог. В итоге, соглашение по этому вопросу было достигнуто.